# The Scarlet Letter (livro)
The Scarlet Letter (A Letra Escarlate, ou A Letra Encarnada) é um livro de Nathaniel Hawthorne publicado nos Estados Unidos em 1850. A história se passa na Salem (Massachusetts) do século XVII, colonizada por puritanos vindos da Inglaterra.
Para Fernando Pessoa, que a traduziu, "A Letra Encarnada é o mais célebre e, na opinião da grande maioria dos críticos, o maior dos romances norte-americanos. Henry James chamou-lhe «a peça mais distintiva de ficção em prosa que tem produzido o solo americano». Pessoa cita outro crítico que referiu que «É uma tragédia sinistra em que as consequências do pecado se pintam com uma simplicidade, um movimento firme e uma impiedade dignas das tragédias de Eurípides».:XXVII

## Enredo
Uma multidão observa Hester Prynne sendo escoltada da prisão até o pelourinho, carregando um bebê no colo e com a letra escarlate "A" bordada no peito. Do alto, ela vê um homem acompanhado de um índio. Ela segue o homem com o olhar por um longo tempo, chegando a esquecer-se do resto do mundo. Depois, ela é interrogada pelo clero da cidade, que a instiga a dizer o nome do homem com quem ela teve a filha. Hester se recusa a dizer e é levada de volta à prisão. 
Na prisão, o homem reaparece dizendo ao carcereiro que é um praticante de medicina e que poderia ajudar Hester a se acalmar. Eles são deixados a sós e descobre-se que o homem é, na verdade, o marido de Hester. Ele também pede a ela que diga quem é o pai da criança e ela novamente se recusa a dizer. Ele, então, diz que vai descobrir de um jeito ou de outro e pede que ela que não diga a ninguém que ele é seu marido; que toda a cidade pense que ele está morto. Ele se apresenta à cidade sob o nome de Roger Chillingworth.
Hester é libertada da prisão e vai morar numa cabana afastada da cidade, onde costura para toda a gente e vive uma vida modesta, mas sem dificuldades financeiras. De fato, ela até ajuda as pessoas mais pobres que ela, as quais normalmente retribuem com escárnio e malícia. A pequena Pearl, filha de Hester, vai crescendo, isolada das outras crianças. Hester percebe que Pearl é uma garota inteligente e sempre se questiona quem é aquela garota, se ela é realmente humana, etc.
Hester vai à casa do governador Bellingham entregar luvas que ele lhe havia encomendado. Ela aproveita a oportunidade para tentar conversar com o governador sobre rumores de que os homens influentes da cidade (incluindo o governador) estavam tentando tirar Pearl de sua guarda e levá-la para uma espécie de orfanato. Na casa do governador, Hester se encontra com um grupo de clérigos da cidade, entre eles, o Sr. Dimmesdale, a quem ela implora. Dimmesdale, então, faz um discurso teológico em defesa de Hester, o qual convence os demais, embora os deixe um pouco desconfiados.
Na época do aparecimento de Roger Chillingworth na cidade, o reverendo Dimmesdale começara a ficar doente. Como sua doença foi piorando, os amigos do reverendo insistiram que ele fosse cuidado por um médico. A essa altura, a fama de Chillingworth como médico já havia se espalhado na cidade. As pessoas da cidade providenciaram uma casa para que os dois morassem juntos. Após um tempo, algumas pessoas começaram a notar algo estranho no semblante de Chillingworth, imaginando que ele fizesse experiências demoníacas no seu laboratório montado na nova casa.
Chillingworth confronta Dimmesdale para dizer o segredo que este último esconde. Dimmesdale se nega a dizer. Algum tempo depois, quando Dimmesdale estava adormecido na cadeira em que estava lendo, é surpreendido por Chillingworth abrindo sua camisa e vendo algo em seu peito, que tem a ver com o segredo que Dimmesdale esconde.
Naquela noite, Dimmesdale levanta-se da cama e se dirige ao pelourinho onde Hester havia sido exposta à humilhação pública. Por coincidência, na mesma noite, o governador Winthrop falecera e várias pessoas da cidade estavam em sua casa (por variados motivos) e voltavam para suas casas. Primeiro, Hester e Pearl encontraram Dimmesdale, que pediu que as duas subissem no pelourinho. Ele pegou Pearl pela mão e, nesse momento, um meteoro cortou o céu, formando uma figura que lembrava uma letra "A" vermelha. Em seguida, Chillingworth aparece, também voltando da casa do governador, e implora a Dimmesdale para que vá com ele para casa.
Após sete anos carregando a letra escarlate, as pessoas da cidade começam a enxergar as virtudes de Hester, já que ela ajuda a todos os que necessitam: pobres, doentes, etc e nunca pede nada em troca, nem agradecimento.
A saúde do reverendo Dimmesdale está cada vez pior, menos por um problema orgânico que por seu remorso diante do pecado cometido que não pode ser revelado, ou seja, que Dimmesdale é o pai de Pearl. Não obstante, tal pecado é bem conhecido por Chillingworth, que o explora como forma de vingança, a que ele estava decidido a fazer. Hester, por força de um sentimento de obrigação moral, toma a decisão de conversar com Chillingworth e pedir a ele que deixe Dimmesdale em paz, pois Dimmesdale já teria pago sua dívida com tanto sofrimento impingido a ele. Chillingworth, revelando-se demoníaco como nunca, diz que a dívida está maior que antes e que vai continuar infernizando o reverendo.
Pearl está cada vez mais interessada na letra escarlate e fazendo perguntas cada vez mais inquietantes. Hester, enxergando em Pearl mais que uma menina, um mensageiro da Providência, considera a possibilidade de se abrir totalmente com Pearl e fazer dela uma amiga íntima, a quem todos as confissões podem ser feitas, mas desiste da ideia, ao retomar o senso da realidade e perceber que Pearl é apenas uma garota de sete anos, embora muito inteligente e ativa.
Hester resolve falar com Dimmesdale na primeira oportunidade de se encontrarem em um local aberto, sem bisbilhoteiros por perto. Ao saber que ele voltava de uma viagem, ela pega a estrada no sentido contrário a fim de encontrar-se com ele no meio do caminho, de surpresa.
Hester revela a Dimmesdale que Chillingworth é seu marido. Diante da constatação, Dimmesdale percebe que não pode mais viver sob o mesmo teto que aquele homem, cujo propósito era destruir o clérigo. No entanto, ele não vê solução para o problema. Hester sugere que ele vá pregar aos índios ou voltar à Europa e conviver com os mais sábios, sob outra identidade. Mas Dimmesdale diz que não tem forças para fazer isso e que prefere morrer naquela cidade. Entretanto, Hester consegue convencê-lo a partir com ela e Pearl para a Europa, onde viveriam juntos.
Voltando da floresta, Dimmesdale sente-se completamente diferente ao entrar na cidade. Ao cruzar com cada pessoa no caminho para casa, ele sente uma vontade maligna de dizer algo que chocaria tais pessoas. Ao entrar em casa, Chillingworth oferece-lhe medicamentos, os quais ele recusa. Nesse momento, ambos haviam percebido, tacitamente, a mudança na relação entre eles. Dimmesdale, que estava escrevendo o sermão da eleição do governador, atira ao fogo a parte que já havia escrito e recomeça do zero, escrevendo o novo sermão inteiro naquela noite.
Hester combina com um marinheiro, cujo navio partiria em quatro dias para Bristol, de transportá-los secretamente. No dia anterior à viagem, comemorou-se a eleição do governador, uma cerimônia que atraía várias pessoas para o mercado da cidade. Do meio da multidão, surge o marinheiro e dirige-se a Hester, dizendo que Chillingworth também irá com eles. Chillingworth ri, de longe, observando a surpresa de Hester.
A procissão de militares e magistrados passa, acompanhada pelo reverendo, que sobe no púlpito e prega o sermão, deixando a multidão encantada com sua eloquência. Hester e Pearl assistem ao sermão próximas ao pelourinho. Ao fim do sermão, a procissão faz seu caminho de volta. Dimmesdale, ao contrário da força que demonstrou durante o discurso, andava com passos muito fracos na volta e com uma expressão pálida e doentia. Ele se dirige a Hester e Pearl, e pede a Hester que o ajude a subir no pelourinho. Lá do alto, ele revela seu pecado à comunidade e morre em seguida, deixando todos os moradores da cidade (sobretudo Chillingworth) perplexos.
Chillingworth, perdendo sua vontade de vingar-se, morre pouco tempo depois; e deixa para Pearl uma grande soma em dinheiro. É sugerido que Pearl usa isso para ir para a Europa, e direcionar sua vida. Vários anos depois, Hester volta para sua antiga casa, e passa a oferecer apoio para mulheres que sofressem a mesma situação que ela. Quando ela morre, é enterrada próxima ao túmulo de Dimmesdale, partilhando juntos a letra escarlate.

## Enquadramento
Nathaniel Hawthorne e a esposa Sophia mudaram-se, em 1846, para Salem, onde iniciou funções na respectiva Alfândega (título do primeiro capítulo de A Letra Encarnada), tendo nesse ano sido publicada a sua segunda colectânea de contos Mosses from an Olkd Manse.:VIII
Hawthorne esteve em actividade na Alfândega de Salem até 1849 quando, por razões políticas, foi substituído. Esta viragem na sua vida forçou-o a dedicar-se inteiramente à literatura tendo escrito vertiginosamente A Letra Encarnada que foi publicada em 1850.:VIII
Algum tempo depois da publicação de A Letra Encarnada, em 1852, Hawthorne encarou a possibilidade de ocupar um cargo diplomático em Portugal, por nomeação do seu amigo e presidente dos Estados Unidos Franklin Pierce, mas acabou por escolher a Inglaterra, tendo sido nomeado cônsul em Liverpool, em 1853, onde viveu quatro anos.:XIII:XIV
Na Introdução de A Letra Encarnada, George Monteiro refere que se Hawthorne tivesse vindo para Portugal é de admitir que a tradução desta obra tivesse ocorrido muito antes de Fernando Pessoa a ter realizado.:XIV

## Apreciação crítica
Para António Lobo Antunes, «A Letra Encarnada é um livro admirável daquele que foi, a par de Herman Melville, o grande escritor americano do século dezanove […] Este romance dramático e intenso é uma obra-prima, como praticamente tudo o que o autor deixou. Curioso o facto de uma novela tão americana na sua trama essencial tocar o leitor de cultura muito diferente pelo jogo de emoções e temas. Apesar de, no fundo da alma, Hawthorne ser um moralista severo, é capaz de flagelar com arrebatamento e severidade essa parte de si mesmo, na autocrítica arrepiante a que procedeu toda a sua vida».:XI